# Francesco II Pico della Mirandola
Francesco II Pico della Mirandola (... – 1399) è stato un condottiero e nobile italiano, appartenente alla dinastia Pico, che nel 1354 riacquistò i domini famigliari di Mirandola e Concordia, caduti in mano ai Gonzaga, e ne fu signore fino alla morte (1399).

## Biografia
Era figlio di Paolo Pico (?-1354) e di Isabella Malaspina, figlia del marchese Azzolino Malaspina.
Con la venuta dell'imperatore Carlo IV in Italia, Francesco riacquistò il 23 dicembre 1354 il dominio della Mirandola: innanzitutto, grazie ad una decisione imperiale, vennero troncate le antiche controversie di giurisdizione sulle corti di Quarantoli e San Possidonio e sul castello della Mirandola, che non erano comprese nel territorio di Reggio Emilia, ma immediatamente soggette al Sacro Romano Impero; inoltre, l'imperatore Carlo V rinnovò a Francesco e ai cugini l'investitura già concessa ai loro antenati dal precedente imperatore Enrico VII di Lussemburgo. I Gonzaga che detenevano il possesso della Mirandola fin dal 1322 a seguito dell'assedio del duca Passerino, dovettero restituire la città ai Pico. Nel 1355, allo scoppio della guerra tra Estensi e Visconti, Francesco si schierò apertamente con questi ultimi dopo l'assedio della Mirandola da parte di Bernabò Visconti. Nel 1358, raggiunta la pace, Francesco Pico restituì agli Estensi i castelli occupati di Marano e Campiglio (Vignola), recandosi poi a Modena a recare omaggio al marchese Aldovrandino. Nel 1362 si riaccese la guerra in cui Francesco Pico rinnovò l'alleanza con i Visconti; pertanto la Lega decise che in caso di vittoria la Mirandola sarebbe stata restituita ai Gonzaga. Nel 1363 Francesco Pico si vide costretto a cedere ai mantovani, unendosi alla lega guelfa, accettando da essa un presidio: per tale motivo Bernabò Visconti dovette accettare la pace conclusa poi nel 1364. Nel 1370 si riaccese di nuovo la guerra, ma Francesco rimase federe alla Lega guelfa, mentre i cugini parteggiarono per i Visconti e per questo finirono per allontanarsi dalla Mirandola, fino ad esserne esclusi dal dominio a poco a poco: nel 1390 essi rivendicarono delle pretese, ma ne ottennero solo una pensione vitalizia: si riunì all'interno della chiesa di San Francesco un concilio di 13 giudici che risolse la disputa sorta sul dominio della Mirandola sorto tra i quattro fratelli Spinetta, Francesco II, Prendiparte e Tommasino (figli di Paolo Pico) contro i cugini Giovanni e Prendiparte (figli di Niccolò Pico).
Francesco II Pico morì nel 1399.

## Discendenza
Francesco II Pico sposò una donna ignota, dalla quale ebbe i seguenti figli:
- Giovanni I Pico (* ... – † 1451), suo successore con il fratello Francesco III.[1] Sposò Caterina Bevilacqua ed ebbe discendenza;[1]
- Francesco III Pico (* ... – † c. 1458), suo successore con il fratello Giovanni I.[1] Acquistò il feudo di Scaldasole. Sposò Pietra Pio di Carpi ed ebbe discendenza;[1]
- Elisabetta Pico,[1] sposò Azzo da Correggio;
- Antonia Pico,[1] sposò Gherardo Padella;
- Tommasina Pico, sposò Giberto V da Correggio, co-signore di Correggio.[1]

## Ascendenza
|                    |   |                      | Genitori |  |  | Nonni |  |  | Bisnonni         |  |  | Trisnonni       |  |
|                    |   |                      |          |  |  |       |  |  | Francesco I Pico |  |  | Bartolomeo Pico |  |
|                    |   |                      |          |  |  |       |  |  | Francesco I Pico |  |  | Bartolomeo Pico |  |
|                    |   | Aledisia Pallavicino |          |  |  |       |  |  | Francesco I Pico |  |  |                 |  |
| Prendiparte Pico   |   |                      |          |  |  |       |  |  | Francesco I Pico |  |  |                 |  |
|                    |   | Beatrice Tommasino   | …        |  |  |       |  |  |                  |  |  |                 |  |
|                    |   | Beatrice Tommasino   | …        |  |  |       |  |  |                  |  |  |                 |  |
|                    |   | Beatrice Tommasino   | …        |  |  |       |  |  |                  |  |  |                 |  |
| Paolo Pico         |   | Beatrice Tommasino   |          |  |  |       |  |  |                  |  |  |                 |  |
|                    |   | …                    | …        |  |  |       |  |  |                  |  |  |                 |  |
|                    |   | …                    | …        |  |  |       |  |  |                  |  |  |                 |  |
|                    |   | …                    | …        |  |  |       |  |  |                  |  |  |                 |  |
| …                  |   | …                    |          |  |  |       |  |  |                  |  |  |                 |  |
|                    |   | …                    | …        |  |  |       |  |  |                  |  |  |                 |  |
|                    |   | …                    | …        |  |  |       |  |  |                  |  |  |                 |  |
|                    |   | …                    | …        |  |  |       |  |  |                  |  |  |                 |  |
| Francesco II Pico  |   | …                    |          |  |  |       |  |  |                  |  |  |                 |  |
|                    | … | …                    |          |  |  |       |  |  |                  |  |  |                 |  |
|                    | … | …                    |          |  |  |       |  |  |                  |  |  |                 |  |
|                    | … | …                    |          |  |  |       |  |  |                  |  |  |                 |  |
| Azzolino Malaspina | … |                      |          |  |  |       |  |  |                  |  |  |                 |  |
|                    |   | …                    | …        |  |  |       |  |  |                  |  |  |                 |  |
|                    |   | …                    | …        |  |  |       |  |  |                  |  |  |                 |  |
|                    |   | …                    | …        |  |  |       |  |  |                  |  |  |                 |  |
| Isabella Malaspina |   | …                    |          |  |  |       |  |  |                  |  |  |                 |  |
|                    |   | …                    | …        |  |  |       |  |  |                  |  |  |                 |  |
|                    |   | …                    | …        |  |  |       |  |  |                  |  |  |                 |  |
|                    |   | …                    | …        |  |  |       |  |  |                  |  |  |                 |  |
| …                  |   | …                    |          |  |  |       |  |  |                  |  |  |                 |  |
|                    |   | …                    | …        |  |  |       |  |  |                  |  |  |                 |  |
|                    |   | …                    | …        |  |  |       |  |  |                  |  |  |                 |  |
|                    |   | …                    | …        |  |  |       |  |  |                  |  |  |                 |  |
|                    |   | …                    |          |  |  |       |  |  |                  |  |  |                 |  |